# Knox (Nowy Jork)
Knox – miasto w Stanach Zjednoczonych, w stanie Nowy Jork, w hrabstwie Albany.